# Hartmut Häußermann
Hartmut Häußermann (* 6. Juli 1943 in Waiblingen; † 31. Oktober 2011) war ein deutscher Soziologe und Stadtforscher am Institut für Sozialwissenschaften der Humboldt-Universität zu Berlin.

## Leben
Hartmut Häußermann studierte ab 1964 an der Freien Universität Berlin, wo er 1967 Vorsitzender des Allgemeinen Studentenausschusses war und 1970 das Diplom in Soziologie erwarb. Er promovierte 1975 bei Urs Jaeggi.
Er war Professor für Regional- und Stadtsoziologie an der Universität Kassel (1976–1978), der Universität Bremen (1978–1993) und ab 1993 an der Humboldt-Universität zu Berlin. 2008 wurde Häußermann emeritiert. Seinen Lehrstuhl übernahm die deutsch-niederländische Soziologin Talja Blokland. Von 2002 bis 2006 war er Präsident des Research Committee on Regional and Urban Development der International Sociological Association (ISA).
1993 erhielt er den zweiten Preis der Thyssen-Stiftung für den besten sozialwissenschaftlichen Aufsatz in einer deutschen Fachzeitschrift (mit Manfred Küchler), 2003 den Preis der Schader-Stiftung (mit Walter Siebel) und ein Jahr später den Fritz-Schumacher-Preis der Toepfer-Stiftung. Er war seit 1999 Mitglied der Deutschen Akademie für Städtebau und Landesplanung und der Akademie für Raumforschung und Landesplanung.
Häußermann fertigte im Jahr 1998 zusammen mit dem Geographen Andreas Kapphan im Auftrag des Senats von Berlin eine Untersuchung über die sozialräumliche Entwicklung des Landes Berlin an, in der die Einführung eines „Quartiersmanagements“ vorgeschlagen wurde. Der Berliner Senat folgte dieser Empfehlung als Antwort auf die wachsende soziale Polarisierung des städtischen Raumes, die die Gefahr der Ausgrenzung ganzer Bevölkerungsgruppen beinhaltet. Häußermann war auch Leiter der Evaluation des Bund-Länder-Programms 'Die Soziale Stadt' im Jahr 1995.

„Ich glaube, bisher gibt es in Berlin überhaupt niemanden, der ein stimmiges Konzept für die Bedürfnisse und Notwendigkeiten einer multikulturellen Stadt hat. Und dabei muss sich jede große Stadt in Deutschland Gedanken machen, wie sie mehr Zuwanderer bekommt.“

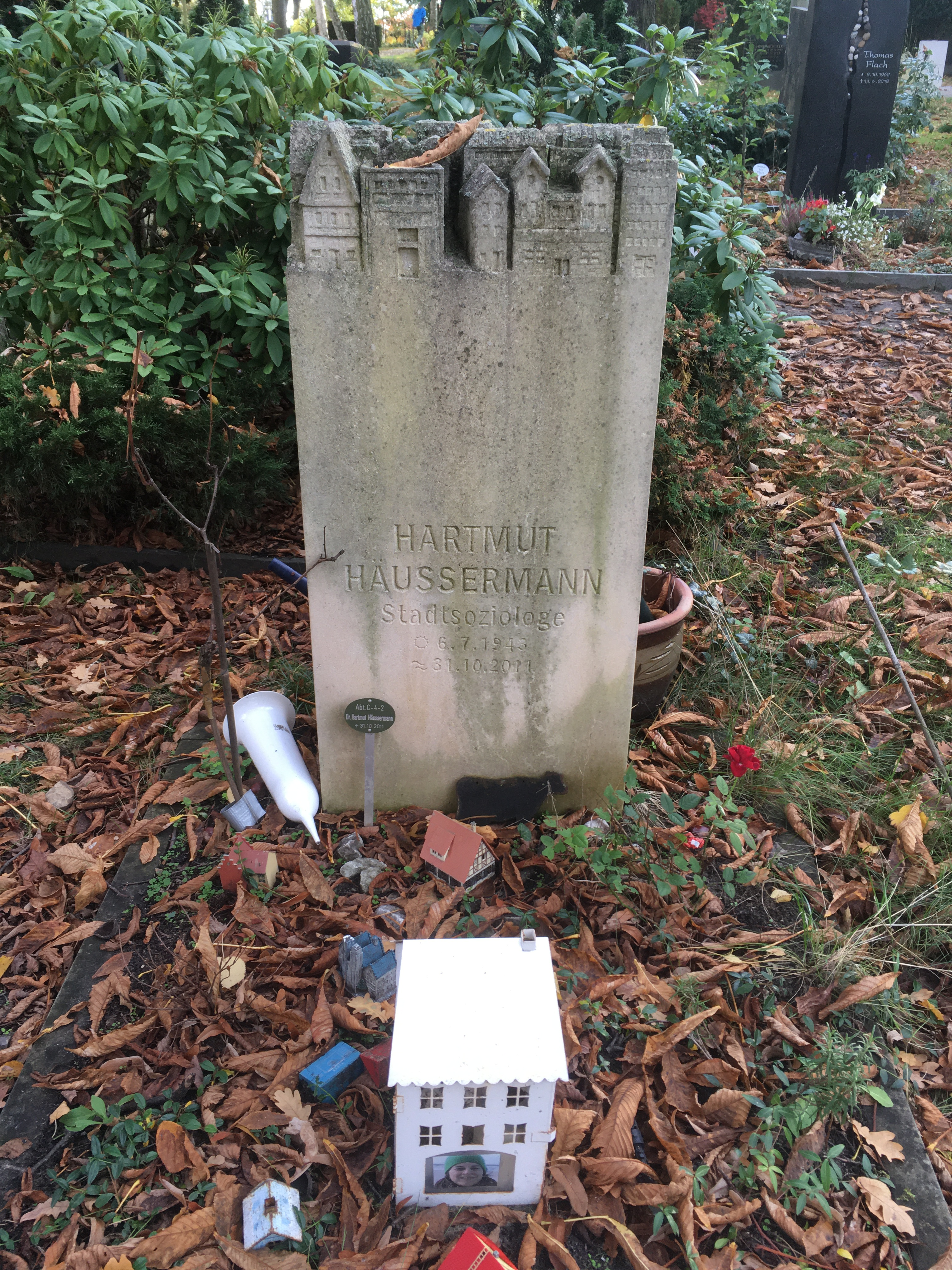
Grab auf dem Alten St.-Matthäus-Kirchhof Berlin

Häußermann war Erstunterzeichner eines im August 2007 veröffentlichten Offenen Briefes an die Generalbundesanwältin Monika Harms, in dem die Freilassung von Andrej Holm gefordert wurde, eines damals wegen angeblichen Terrorverdachts in Untersuchungshaft sitzenden Mitarbeiters seines Lehrstuhls. Häußermann war Zweitgutachter der 2010 veröffentlichten Doktorarbeit von Franziska Giffey, die im Februar 2019 des Plagiats beschuldigt wurde und infolgedessen am 19. Mai 2021 von ihrem Amt als Familienministerin zurücktrat.
Häußermann hatte eine Tochter. Er lebte im Berliner Ortsteil Prenzlauer Berg. Sein Grab befindet sich auf dem Alten St.-Matthäus-Kirchhof in Berlin-Schöneberg.

## Schriften (Auswahl)
- Jens Hager: Die Rebellen von Berlin. Studentenpolitik an der Freien Universität. Eine Dokumentation. Hrsg. von Hartmut Häußermann, Niels Kadritzke, Knut Nevermann. Kiepenheuer & Wiksch, Köln, Berlin 1967. (=Information Sonderband)
- Die Politik der Bürokratie. Einführung in die Soziologie der staatlichen Verwaltung, 1977 (ISBN 3-593-32531-4, zugl. Diss. FU Berlin 1975)
- Stadt und Raum. Soziologische Analysen, 2. Aufl. 1992 (ISBN 3-89085-552-0)
- (mit Walter Siebel: Neue Urbanität, 1987 (ISBN 3-518-11432-8)
- (Hrsg. mit W. Siebel): Festivalisierung der Stadtpolitik. Stadtentwicklung durch große Projekte. Sonderheft 13 der Zeitschrift LEVIATHAN, 1993 (ISBN 3-531-12507-9)
- (mit W. Siebel): Dienstleistungsgesellschaften, 1995 (ISBN 3-518-11964-8)
- (mit W. Siebel): Soziologie des Wohnens. Eine Einführung in Wandel und Ausdifferenzierung des Wohnens, 1996 (ISBN 3-7799-0395-4)
- (Hrsg. mit I. Oswald): Zuwanderung und Stadtentwicklung, Sonderheft 17 der Zeitschrift LEVIATHAN, 1997 (ISBN 3-531-13097-8)
- (Hrsg.): Großstadt. Soziologische Stichworte, 1998 (ISBN 3-8100-2126-1)
- (mit A. Kapphan): Berlin: Von der geteilten zur gespaltenen Stadt? Sozialräumlicher Wandel seit 1990, 2000 (ISBN 3-8100-2754-5)
- (mit A. Holm und D. Zunzer): Stadterneuerung in der Berliner Republik. Beispiel Prenzlauer Berg., 2002 (ISBN 3-8100-3440-1)
- (mit W. Siebel): Stadtsoziologie. Eine Einführung, 2004 (ISBN 3-593-37497-8)
- (Hrsg. mit M. Kronauer und W. Siebel): An den Rändern der Städte. Armut und Ausgrenzung, 2004 (ISBN 3-518-12252-5)
- Aufsatz Das Reihenhaus. Vom Reformmodell zum Townhouse, in: Daniel Arnold (Hg.): In deutschen Reihenhäusern, 2008 (ISBN 978-3-7667-1790-0)
- (mit D. Läpple und W. Siebel): Stadtpolitik, 2008 (ISBN 978-3-518-12512-0)